# Футболна академия Черноморец
Футболна Академия Черноморец е детско-юношеската школа на ПСФК Черноморец (Бургас), чиято основна дейност е селекцията и развитието на млади футболни таланти, които впоследствие да станат част от представителния отбор на клуба.

## Успехи
Областно първенство Бургас (р. 1996 г.):
- Шампион (1 път): 2011 г.

Елитна юношеска група до 19 години
- Вицешампион (1 път): 2011 г.

Републиканско първенство
- Финалист (2 пъти): 2010 и 2012 г.

## Спортна база
Юношите старша възраст (род.1995 – 96) играят своите домакински срещи от елитната група (U-19) на стадион „Градски“ в Поморие. Там домакинстват и юношите младша възраст (род.1997)
двубоите си от елитната група (U-17). Другите юношески гарнитури домакинстват на кампус „Гнездо на акули“ както и на помощните игрища към стадион „Черноморец“.

## Изявени кадри
- Милчо Ангелов
- Станислав Дрянов
- Михаел Орачев
- Живко Петков
- Стоян Кижев
- Стоян Калпаклиев
- Ахмед Ахмедов
- Георги Купенов
- Живко Хаджиев

## Бивши треньори
- Пламен Крумов
- Владо Стоянов
- Валентин Иванов
- Мирослав Кралев
- Тодор Киселичков
- Тодор Койчев
- Йоско Йосков
- Лазар Тонозлиев
- Владо Вълчев
- Велиян Парушев
- Георги Бъчваров
- Еролин Кючуков
- Нено Ненов
- Антон Спасов
- Станимир Димитров